# Celleporina rostellata
Celleporina rostellata är en mossdjursart som beskrevs av Harmer 1957. Celleporina rostellata ingår i släktet Celleporina och familjen Celleporidae. Inga underarter finns listade i Catalogue of Life.